# Sof'ja Guljak

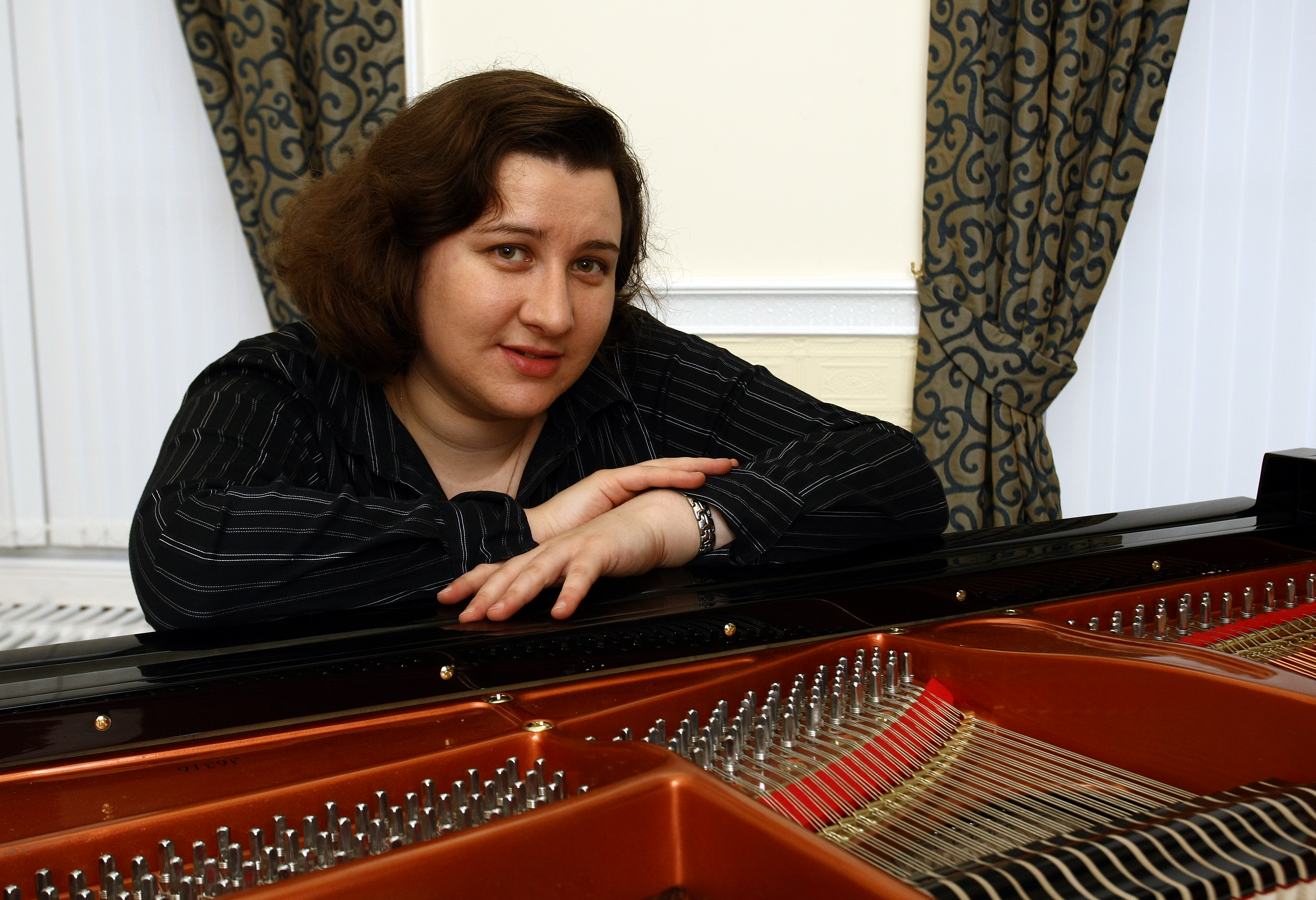
Sof'ja Gulyak (2009)

Sof'ja Mejerovna Guljak (Kazan', 29 dicembre 1979) è una pianista russa.

## Biografia
Ha iniziato lo studio del pianoforte nel conservatorio della sua città dove si è diplomata sotto la guida di Elfija Burnaševa. Ha proseguito gli studi presso l'Ecole Normale de Music di Parigi, l'Accademia "Incontri col Maestro" di Imola con Boris Petrušanskij e il Royal College of Music di Londra con Vanessa Latarche.
Si è affermata grazie a numerosi riconoscimenti ricevuti in molti concorsi internazionali: nel 2004 ha vinto la prima edizione del Concorso pianistico di San Marino, nel 2006 il Premio pianistico internazionale Sigismund Thalberg di Napoli mentre nel 2007 si è qualificata seconda (primo premio non assegnato) al Concorso pianistico internazionale Ferruccio Busoni di Bolzano e terza al Concorso "Marguerite Long" di Parigi. Nel 2009 diventa la prima donna a vincere il Concorso pianistico internazionale di Leeds.
Si è esibita in alcune delle principali sale da concerto del mondo, tra cui la Sala Verdi di Milano, la Salle Cortot, la Salle Gaveau e la Salle Pleyel di Parigi, la Sala Grande del Conservatorio di Mosca, la Konzerthaus di Berlino, la Sala Bossi di Bologna, la Bridgewater Hall di Manchester, la Walt Disney Hall di Los Angeles, il Teatro Olimpico di Vicenza e il Kennedy Center di Washington.